# Rivière Matlabas
La rivière Matlabas est une rivière située dans la province du Limpopo, en Afrique du Sud. C’est un affluent du fleuve Limpopo. Le bassin versant de la rivière représente 3 448 kilomètres carrés. 

## Géographie
La Matlabas prend sa source dans la partie occidentale du massif du Waterberg, dans la zone du parc national de Marakele. Après avoir quitté les montagnes, elle s’écoule vers le nord-ouest à travers le Lowveld jusqu’à rejoindre la rive droite du fleuve Limpopo.
Bien qu’il s’agisse d’une rivière pérenne, la Matlabas est fortement soumise aux variations saisonnières, de sorte que son écoulement est très variable. Son principal affluent est la rivière Mamba.